# 1,3-Propandithiol
1,3-Propandithiol ist eine chemische Verbindung aus der Gruppe der Thiole.

## Gewinnung und Darstellung
Die Darstellung von 1,3-Propandithiol durch die Umsetzung von 1,3-Dibrompropan mit Kaliumhydrogensulfid wurde erstmals 1890 beschrieben. Alternativ lässt sich die Verbindung durch Reaktion von 1,3-Dibrompropan mit Kaliumthiocyanat zum 1,3-Propandiylbis(thiocyanat) und anschließender Reduktion mit Zink und Salzsäure erhalten.

## Eigenschaften
1,3-Propandithiol ist eine hellgelbe stinkende Flüssigkeit, die wenig löslich in Wasser, aber mischbar mit Ethanol, Chloroform und Diethylether ist.

## Verwendung
1,3-Propandithiol wird als Reagenz bei der Herstellung von Thioketalen und Thioacetalen verwendet. Es wirkt als Aromastoff und wird als Vorläufer bei der Synthese von cyclischen Dithioacetal-(1,3-Dithian)-Derivaten von Carbonylverbindungen verwendet. Außerdem wird es zum Schutz von Aldehyden und Ketonen durch ihre reversible Bildung von Dithianen verwendet. Darüber hinaus reagiert es mit Metallionen unter Bildung von Chelatringen.